# Doom of Destiny
Doom of Destiny è un album in studio prodotto e suonato dalla metal band tedesca Axxis nel 2007.

## Tracce
1. Voices of Destiny - 1:16
2. Doom of Destiny (Arabia) - 4:09
3. Better Fate - 5:08
4. Bloodangel - 4:41
5. I Hear You Cry - 4:56
6. The Fire Still Burns - 3:49
7. Father Father - 4:12
8. Revolutions - 3:48
9. She Got Nine Lifes - 3:38
10. Devilish Belle - 5:27
11. Astoria - 5:08
12. Engel Aus Hass [bonus]